# 검단산업단지
검단산업단지(檢丹産業團地)는 대구광역시 북구에 위치한 지방산업단지이다. 섬유 산업이 주력이다.

## 같이 보기
- 대구경북경제자유구역